# Middelbaar algemeen voortgezet onderwijs
De school voor middelbaar algemeen voortgezet onderwijs (afgekort mavo) was een Nederlandse schoolsoort, volgens artikel 9 van de Wet op het voortgezet onderwijs, die werd ingevoerd in 1968, in de wandelgangen de Mammoetwet genoemd. Deze schoolsoort is de opvolger van het mulo, of ulo. Mavo-3 voor ulo (uitgebreid lager onderwijs) en mavo-4 voor mulo (meervoudig uitgebreid lager onderwijs). Sinds 1999 is het mavo opgegaan in het voorbereidend middelbaar beroepsonderwijs (vmbo), waarbij het onderwijs wordt aangeboden als de theoretische leerweg. Een recente ontwikkeling is dat de naam vmbo bij sommige scholengemeenschappen weer wordt veranderd in mavo, om het te onderscheiden van het 'gewone' vmbo, dat vaak geen positief imago heeft.

Scholen die zelfstandig bleven en die uitsluitend middelbaar algemeen voortgezet onderwijs verzorgen, worden aangeduid met categoriale mavo, maar zijn officieel gewoon vmbo's waar enkel de theoretische leerweg wordt aangeboden.
In Caribisch Nederland is het mavo naar Europees-Nederlands model op 1 augustus 2011 heringevoerd (artikel 15 van de Wet voortgezet onderwijs BES). De mavo en het vbo (samen vmbo genoemd) vervangen het Antilliaanse vsbo (voorbereidend secundair beroepsonderwijs) dat in 2002 de mavo en het bvo (beroepsvoorbereidend onderwijs) verving.

## Opzet vanaf schooljaar 1999-2000
De opleiding duurde vier jaar en was bedoeld voor leerlingen van 12  tot 16 jaar. Het mavo bereidt op het mbo (middelbaar beroepsonderwijs) of het havo (hoger algemeen voortgezet onderwijs) voor en omvat mede algemene vorming.
De opleiding heeft een onderbouw en een bovenbouw. In de bovenbouw, het derde en vierde leerjaar, geldt voor de theoretische leerweg een aantal sectoren:
- techniek;
- zorg en welzijn;
- economie;
- landbouw;
- Horeca Toerisme en Voeding (HTV)/Consumptief Breed
- sector breed (met doorstroommogelijkheden naar de havo).

Het onderwijs in de theoretische leerweg bestaat voor elke sector uit:
- een gemeenschappelijk deel, dat voor alle sectoren gelijk is;
- een sectordeel, dat kenmerkend is voor die sector;
- een vrij deel, dat bestaat uit door de leerling te kiezen vakken en andere programma-onderdelen.

Het gemeenschappelijk deel van de theoretische leerweg omvat:
- Nederlandse taal;
- Engelse taal;
- maatschappijleer;
- lichamelijke opvoeding;
- ten minste een van de vakken behorende tot de beeldende vorming, muziek, dans of drama.

Het sectordeel van de theoretische leerweg omvat wat betreft:
- de sector techniek: wiskunde en natuur- en scheikunde I;
- de sector zorg en welzijn: biologie en, ter keuze van de leerling, wiskunde, maatschappijleer II, geschiedenis en staatsinrichting, of aardrijkskunde, met dien verstande dat de school mag bepalen welke van de laatste drie vakken wordt of worden aangeboden;
- de sector economie: economie en, ter keuze van de leerling, wiskunde, Franse taal of Duitse taal;
- de sector landbouw: wiskunde en, ter keuze van de leerling, biologie of natuur- en scheikunde I.

Het vrije deel van de theoretische leerweg
- omvat door de leerling te kiezen vakken als hiervoor genoemd;
- kan omvatten natuur- en scheikunde II, Spaanse taal, Turkse taal, Arabische taal, vakken behorende tot de beeldende vorming, muziek, dans, drama, Friese taal en cultuur en lichamelijke opvoeding, door de leerling te kiezen, en kan nog andere vakken en programma-onderdelen bevatten.

## Opzet tot schooljaar 1999-2000[1]
Mavo oude stijl had de volgende vakken:
- Nederlands (verplicht vak)
- Engels (verplicht vak)
- wiskunde (keuzevak)
- Duits (keuzevak)
- Frans (keuzevak)
- economie (keuzevak)
- natuurkunde (keuzevak)
- scheikunde (keuzevak)
- biologie (keuzevak)
- geschiedenis (keuzevak)
- aardrijkskunde (keuzevak)
- handelskennis (keuzevak)[2]

Tijdens het examenjaar deden de kandidaten naast de periodieke schoolonderzoeken het landelijke Centraal Examen, waarbij ze konden kiezen uit de moeilijkheidsniveaus C of D. Niveau D was hierbij het hoogste. Leerlingen konden met een mavodiploma met alle vakken op niveau D doorstromen naar de vierde klas van het havo. Om met een mavodiploma toegelaten te worden tot technische of natuurwetenschappelijke mbo-opleidingen, was het ook verplicht de meeste vakken (en dan vooral de exacte vakken) op D-niveau behaald te hebben. Iemand die voor een van vakken op niveau D een slecht cijfer behaalde, kon alsnog herexamen doen op C-niveau. Het omgekeerde was ook mogelijk: eerst het vakexamen halen op niveau C om dan herexamen te doen op het hogere niveau D.
Om het mavodiploma te mogen halen, moest men examen doen in zes vakken. Sommige leerlingen konden er ook voor kiezen om examen te doen in zeven of acht vakken. Het nadeel van zeven of acht vakken was dat niet alle scholen de mogelijkheid konden geven om alle lesuren van elk vak te kunnen laten bijwonen. De leerling moest dan in overleg met de school om te kijken wat het beste rooster zou zijn voor de leerling waarbij hij dan enkele lesuren van sommige vakken mogelijk moest missen. Een voordeel van zeven of acht vakken was dat een leerling tot na het examen een zwak vak kon laten vallen als dit problemen zou geven bij het behalen van het diploma. Uitzondering hierop vormden de verplichte vakken Nederlands en Engels: die kon men niet laten vallen.